# Microcodon (género)
Microcodon es un género de plantas  perteneciente a la familia Campanulaceae.  Es originario de Sudáfrica  Comprende 11 especies descritas y de estas, solo 4 aceptadas.

## Taxonomía
El género fue descrito por Alphonse Pyrame de Candolle y publicado en Monographie des Campanulées 127. 1830. La especie tipo es: Microcodon glomeratus A.DC.

## Especies aceptadas
A continuación se brinda un listado de las especies del género Microcodon (género) aceptadas hasta octubre de 2013, ordenadas alfabéticamente. Para cada una se indica el nombre binomial seguido del autor, abreviado según las convenciones y usos.
- Microcodon glomeratus A.DC., Monogr. Campan.: 127 (1830).
- Microcodon hispidulus (L.f.) Sond. in W.H.Harvey & auct. suc. (eds.), Fl. Cap. 3: 565 (1865).
- Microcodon linearis (L.f.) H.Buek in C.F.Ecklon & K.L.P.Zeyher, Enum. Pl. Afric. Austral.: 378 (1837).
- Microcodon sparsiflorus A.DC., Monogr. Campan.: 128 (1830).